# Sonate pour flûte seule en la mineur, H.562 de Carl Philipp Emanuel Bach
La sonate pour flûte seule en la mineur, Wq 132 H 562, est une œuvre musicale du compositeur Carl Philipp Emanuel Bach, seule œuvre pour cet instrument sans accompagnement de ce compositeur, écrite en 1747 et publiée en 1763.

## Circonstances de la composition
La sonate a été écrite  en 1747 avec d'autres œuvres de musique de chambre avec flûte à l'époque où Carl Philipp Emanuel  Bach était claveciniste accompagnateur du roi flûtiste Frédéric II depuis 1741. 
L'année 1747 est celle de la célèbre visite de Jean-Sébastien Bach à son fils à la Cour de Potsdam où le roi donna à la flûte le thème de L'Offrande musicale.
Contrairement à la partita pour flûte seule de son père restée inédite jusqu’en 1917, la sonate a été imprimée à deux reprises dans les années 1760.  
C'est la seule pour flûte éditée du vivant du compositeur en 1762-1763 alors que les compositions destinées au roi  étaient interdites de publication.

## Style
Alors que la partita pour flûte seule de son père était composée sous la forme classique de suite de danses de la fin du XVIIe siècle, début XVIIIe, la sonate est représentative du courant préromantique de l'Empfindsamkeit voulant exprimer des sentiments sous une grande liberté d'inspiration. 
La sonate est composée de 3 mouvements :
- Poco  adagio
- Allegro
- Allegro

Le premier mouvement de caractère inquiet est construit sur une courte formule mélodique répétée et développée. Contrastant avec cet adagio, les 2 mouvements suivants assez virtuoses sont rapides et joyeux.